# Coronel Delmiro Gouveia
Coronel Delmiro Gouveia é um filme brasileiro de 1977, do gênero drama histórico-biográfico, dirigido por Geraldo Sarno, com roteiro dele e Orlando Senna.

## Sinopse
Baseado em história real, conta a saga de Delmiro Gouveia, pioneiro da industrialização do Brasil, que foi perseguido e assassinado por se recusar a vender suas empresas a companhias inglesas no fim do século XIX e início do século XX. O personagem, interpretado por Rubens de Falco, é mostrado como um ousado e humanista empreendedor que enfrenta o poder dos coronéis e dos trustes internacionais.

## Elenco[2]
- Rubens de Falco ... Delmiro Gouveia
- Sura Berditchevsky ...Eulina
- Nildo Parente ...Lionello Lona
- Jofre Soares...Coronel Ulisses Luna
- José Dumont ...Zé Pó
- Isabel Ribeiro ...Anunciada
- Magalhães Graça ...Gal. Dantas Barreto
- Conceição Senna ...Mulher de Zé Pó
- Álvaro Freire ...Tenente Isidoro
- Maria Alves ...Jove
- Dennis Bourke ...Mister Hallam

## Prêmios e indicações
- Festival de Cinema de Havana

- Vencedor - Troféu Gran Coral - melhor filme
- Festival de Brasília

-Melhor roteiro - prêmio Candango (1978)
- Melhor trilha sonora
- Governo do Estado do Rio de Janeiro

- Melhor diretor - troféu Golfinho de Ouro (1979)